# Was mein Gott will, das g'scheh allzeit, BWV 111

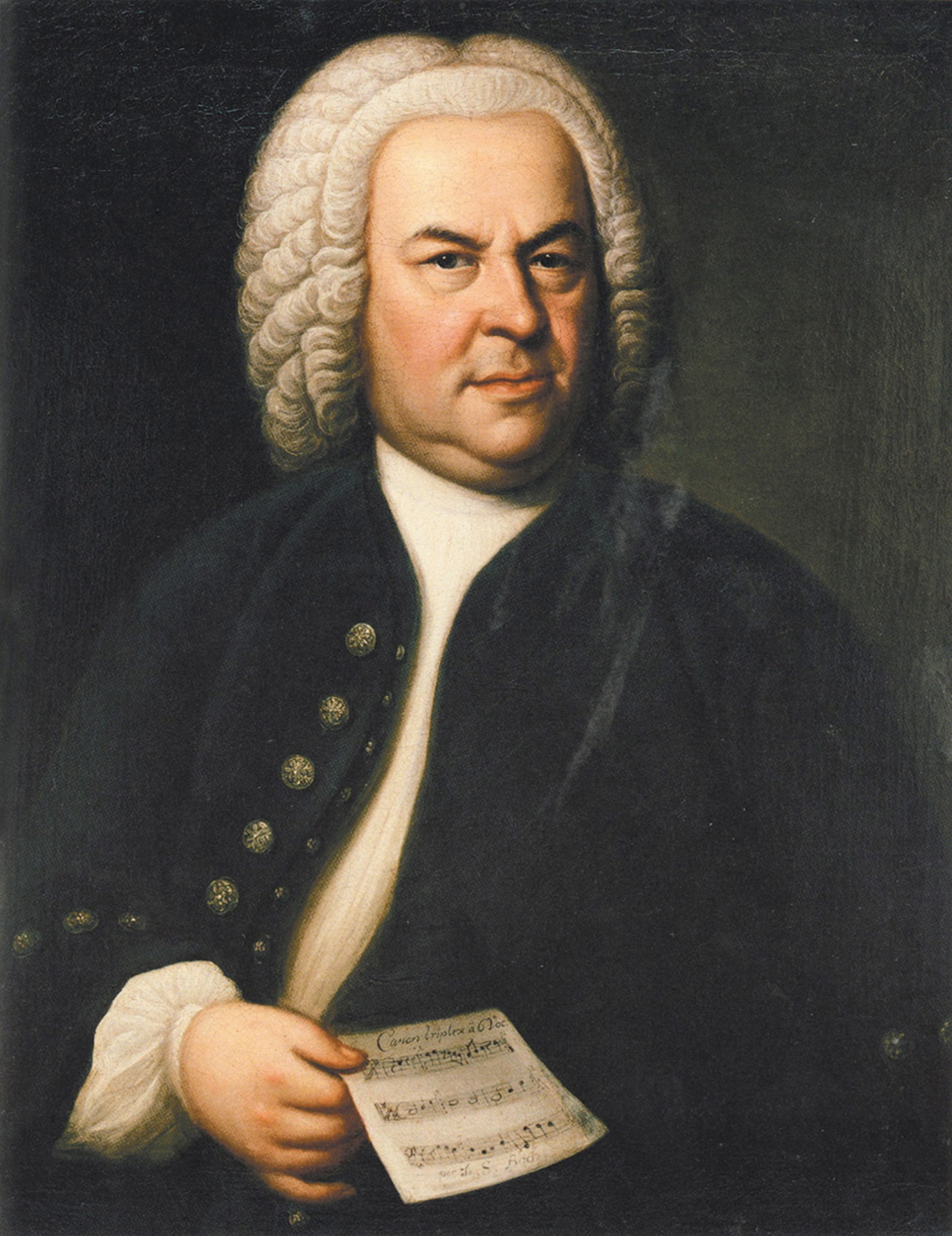
Johann Sebastian Bach, compositor de la cantata.

Was mein Gott will, das g'scheh allzeit, BWV 111 (en español, Lo que mi Dios quiera, que siempre suceda) es una cantata coral compuesta por Johann Sebastian Bach para usar en un servicio luterano en Leipzig en 1725 para el tercer domingo después de la Epifanía y la interpretó por primera vez el 21 de enero de ese año, como parte de su ciclo de cantatas corales. Se basa en el himno de Alberto I de Prusia, publicado en 1554, sobre el tema de la aceptación cristiana de la voluntad de Dios.

## Historia y texto

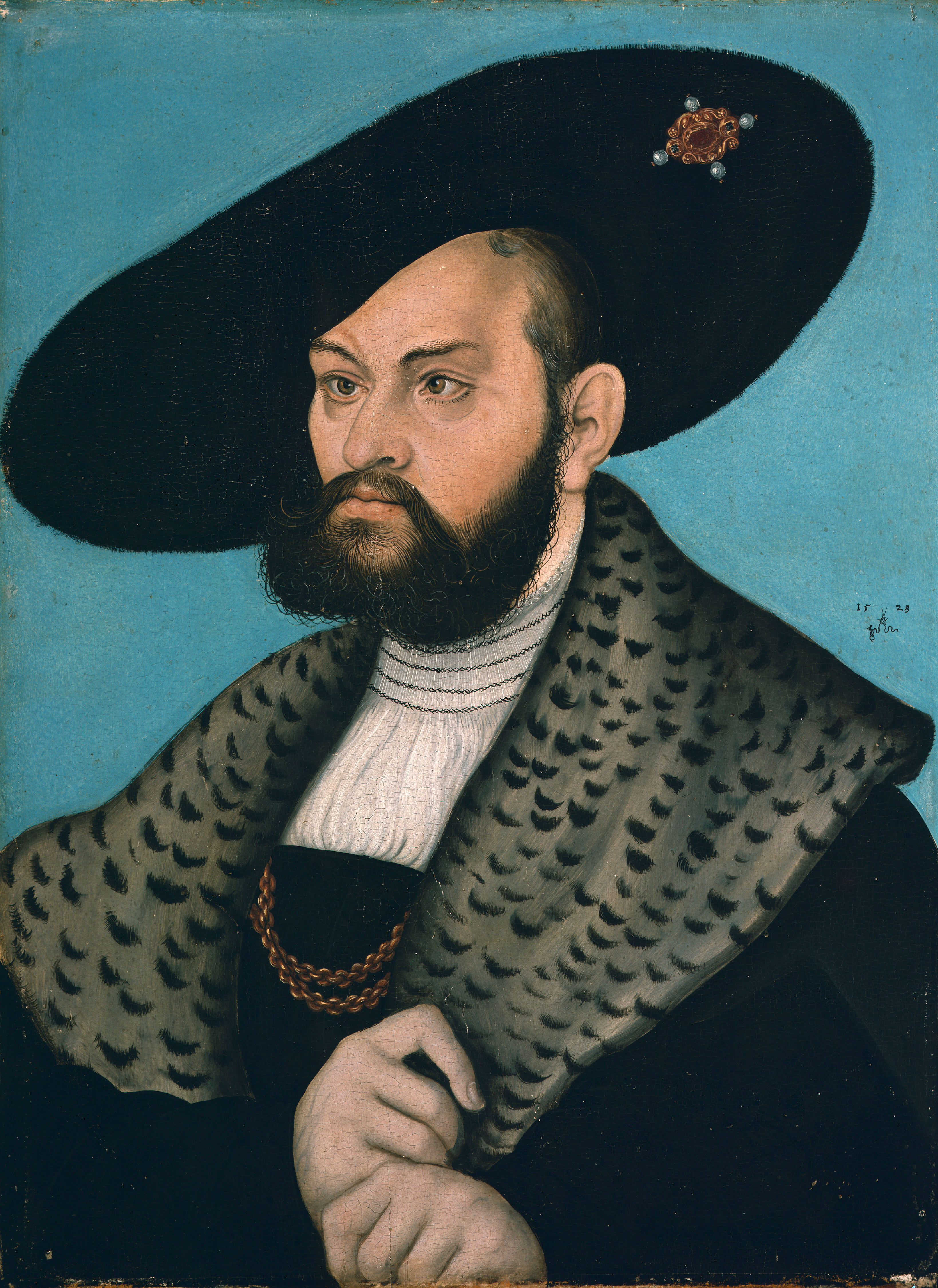
El texto de la cantata se basa en un himno de Alberto I de Prusia, publicado en 1554.

Cuando Bach compuso la cantata, estaba en su segundo año como Thomaskantor (director de música religiosa) en Leipzig. Durante su primer año, que comenzó con el primer domingo después de la Trinidad de 1723, había escrito un ciclo de cantatas para las ocasiones del año litúrgico. En su segundo año compuso un segundo ciclo anual de cantatas, que se planeó que consistiera exclusivamente en cantatas corales, cada una basada en un himno luterano. Incluía Was mein Gott will, das g'scheh allzeit.
Bach escribió la cantata para el tercer domingo después de la Epifanía. Las lecturas prescritas para el domingo se tomaron de la Epístola a los romanos, reglas para la vida (Romanos 12:17-21), y del Evangelio de Mateo, la curación de un leproso (Mateo 8:1-13). El texto de la cantata se basa en una coral de cuatro estancias, que sigue siendo popular. Alberto I de Prusia, quien introdujo la Reforma protestante en Prusia, escribió tres de ellas. Un autor de himnos anónimo agregó la estancia final ya en la primera publicación en 1554. En el formato típico de las cantatas corales de Bach, la primera y última estancia se conservan sin cambios, mientras que un libretista desconocido parafraseó las estancias internas en textos para los recitativos y arias. En este caso, transcribió con bastante libertad cada estancia del himno a una secuencia de aria y recitativo. Similar a la cantata de Bach para la misma ocasión en el primer ciclo, Herr, wie du willt, so schicks mit mir, BWV 73, el texto trata de la aceptación cristiana de la voluntad de Dios.

## Estructura y partitura
La cantata consta de seis movimientos y está compuesta para cuatro solistas vocales (soprano, alto, tenor y bajo), un coro de cuatro partes, dos oboes, dos violines, viola y bajo continuo.
1. Coro: Was mein Gott will, das g'scheh allzeit
2. Aria (bajo): Entsetze dich, mein Herze, nicht
3. Recitativo (alto): O Törichter! der sich von Gott entzieht
4. Aria (alto, tenor): So geh ich mit beherzten Schritten
5. Recitativo (soprano): Drum wenn der Tod zuletzt den Geist
6. Coral: Noch eins, Herr, will ich bitten dich

## Música
En el coro de apertura, la soprano canta la melodía de la coral como un cantus firmus en notas largas. La melodía aparece en una interesante combinación de frases de diferente duración, dos compases alternados con tres compases. Bach usó una versión más simple de la melodía, con todas las frases de compases, cuando usó la primera estrofa de su Pasión según San Mateo como movimiento 25. En la cantata, las voces más bajas preparan cada entrada por imitación, a veces repitiendo el verso a la larga nota final de la soprano. Las partes vocales están integradas en un concierto orquestal independiente de oboes, cuerdas y, a veces, incluso continuo.
En el segundo movimiento, un aria de bajo, el libretista mantuvo sin cambios el verso del himno «Gott ist dein Trost und Zuversicht», Bach lo trata con una cita de la melodía coral tanto para la cita como para la continuación libre «und deiner Seelen Leben» (y la vida de tu alma). El cuarto movimiento es un dúo de alto y tenor, «So geh ich mit beherzten Schritten» (Así camino con pasos animados). Los pasos se dan juntos en tiempo de 3
4, en «un minueto de carácter fuertemente asertivo y confiado. Pero esto no debería sorprendernos; hemos visto cómo Bach a menudo toma ritmos de suite, particularmente minueto y gavota, para representar los movimientos civilizados de almas que avanzan hacia el cielo», como lo describe Julian Mincham. El quinto movimiento, un recitativo de soprano, enfatiza las palabras finales «¡Oh bendito, fin deseado!» en un arioso. Conduce a la coral de cierre, un «sencillo pero poderoso escenario de cuatro partes» de la última estancia.

## Grabaciones
Las grabaciones se han obtenido del sitio web Bach Cantatas.
- Bach Made in Germany Vol. 1 – Cantatas II, Günther Ramin, Thomanerchor, Gewandhausorchester, Agnes Giebel, Annegret Häussler, Gert Lutze, Johannes Oettel, Eterna 1953
- Bach Made in Germany Vol. 2 – Cantatas IV, Kurt Thomas, Thomanerchor, Gewandhausorchester, Elisabeth Grümmer, Marga Höffgen, Hans-Joachim Rotzsch, Theo Adam, Eterna 1960
- Bach Cantatas Vol. 1 – Advent and Christmas, Karl Richter, Münchener Bach-Chor, Münchener Bach-Orchester, Edith Mathis, Anna Reynolds, Peter Schreier, Theo Adam, Archiv Produktion 1972
- Die Bach Kantate Vol. 23, Helmuth Rilling, Gächinger Kantorei, Bach-Collegium Stuttgart, Arleen Augér, Helen Watts, Lutz-Michael Harder, Philippe Huttenlocher, Hänssler 1980
- J. S. Bach: Das Kantatenwerk – Sacred Cantatas Vol. 6, Nikolaus Harnoncourt, Tölzer Knabenchor, Concentus Musicus Wien, soloist of the Tölzer Knabenchor, Paul Esswood, Kurt Equiluz, Ruud van der Meer, Teldec 1981
- Bach Edition Vol. 5 – Cantatas Vol. 2, Pieter Jan Leusink, Holland Boys Choir, Netherlands Bach Collegium, Ruth Holton, Sytse Buwalda, Nico van der Meel, Bas Ramselaar, Brilliant Classics 1999
- J. S. Bach: Cantatas for the 3rd Sunday of Epiphany, John Eliot Gardiner, Monteverdi Choir, English Baroque Soloists, Joanne Lunn, Sara Mingardo, Julian Podger, Stephen Varcoe, Archiv Produktion 2000
- J. S. Bach: Complete Cantatas Vol. 12, Ton Koopman, Amsterdam Baroque Orchestra & Choir, Lisa Larsson, Annette Markert, Christoph Prégardien, Klaus Mertens, Antoine Marchand 2000
- J. S. Bach: Cantatas Vol. 32 – BWV 111, 123, 124, 125, Masaaki Suzuki, Bach Collegium Japan, Yukari Nonoshita, Robin Blaze, Andreas Weller, Peter Kooy, BIS 2005